# The Beatitudes
Pour les articles homonymes, voir Béatitudes (homonymie).
The Beatitudes est une œuvre pour chœur mixte et orgue écrite par Arvo Pärt, compositeur estonien associé au mouvement de musique minimaliste.

## Historique
Composée en 1990, cette œuvre est une commande du Kompositionsauftrag des RIAS.

## Discographie
- Sur le disque De Profundis par le Theatre of Voices dirigé par Paul Hillier chez Harmonia Mundi, 1997.
- Sur le disque Westminster Mass par le Westminster Cathedral Choir dirigé par James O'Donnell chez Teldec, 1999.
- Sur le disque Berliner Messe par le Elora Festival Chorus dirigé par Noel Edison chez Naxos, 2004.